# Pegomya wygodzinskyi
Pegomya wygodzinskyi este o specie de muște din genul Pegomya, familia Anthomyiidae. A fost descrisă pentru prima dată de Albuquerque în anul 1954. Conform Catalogue of Life specia Pegomya wygodzinskyi nu are subspecii cunoscute.